# Paládio (conde dos assuntos militares)
Paládio (em latim: Palladius) foi um oficial bizantino do século VI, ativo sob o imperador Justiniano (r. 527–565). Em 552, estava no comando da guarnição de Crotona durante o cerco gótico. Os habitantes da cidade enviaram em vão à Sicília um pedido de ajuda para Artabanes, mas o cerco só foi posteriormente erguido quando reforços chegaram das Termópilas. Mais tarde, serviu como taxiarca sob Narses e deteve um comando, exibindo excelente vigor. Quando esteve no Cerco de Cumas do final de 552/553, foi atingido e talvez morto pelo general gótico Aligerno.